# Провулок Желябова (Київ)
Провулок Желябова — зниклий провулок, що існував у Жовтневому районі (нині — територія Шевченківського району) міста Києва, місцевість Шулявка. Пролягав від вулиці Ежена Потьє вздовж стадіону заводу «Більшовик».

## Історія
Провулок виник у 50-х роках XX століття під назвою Нова «Г» вулиця. Назву провулок Желябова набув 1957 року. Ліквідований 1977 року у зв'язку із переплануванням.